# قرنفل مشرقي
القرنفل المشرقي (باللاتينية: Dianthus orientalis) نوع نباتي من جنس القرنفل من الفصيلة القرنفلية.

## الموئل والانتشار
موطن هذا النوع بلاد الشام وتركيا.

## مرادفات للاسم العلمي
- (باللاتينية: Dianthus canescens C. Koch)